# Амстел Голд Рейс 2015
Амстел Голд Рейс 2015 — 50-я однодневная гонка в истории и 11-я в Мировом Туре UCI 2015 года, стартовала 19 апреля. Голд Рейс является одной из гонк Арденнских классик, хотя в этом году она проходит в провинции Лимбург (Нидерланды), а не в бельгийских Арденнах. Действующим чемпионом является Филипп Жильбер, он уже трижды выигрывал эту гонку.
Гонка проходила по маршруту длиной 258 км, который был проложен вокруг города Valkenburg aan de Geul и включал в себя 34 коротких подъёма. По ходу гонки нескольким группам гонщиков удавалось на короткое время уезжать в отрыв, но их постоянно нагонял пелетон. Развязка гонки прошла на последнем подъёме, около города Cauberg. Небольшая группа оторвалась от пелетона и стремительно пошла к финишу. В финешном створе победу одержал Михал Квятковский. Алехандро Вальверде и Майкл Мэттьюс стали вторым и третьим соответственно.

## Команды
На старт вышли все 17 команд обладающих лицензией ProTour, а также 8 других команд. В итоге на старт встали 25 команд.
| - AG2R La Mondiale - Astana Pro Team - BMC Racing Team - Lotto NL-Jumbo - Etixx-Quick Step - FDJ - IAM Cycling - Lampre-Merida - Lotto Soudal - Movistar Team - Orica GreenEDGE - Cannondale-Garmin - Team Giant-Alpecin | - Team Katusha - Team Sky - Tinkoff-Saxo - Trek Factory Racing - MTN-Qhubeka - CCC-Sprandi-Polkowice - Roompot–Oranje Peloton - Topsport Vlaanderen-Baloise - Wanty-Groupe Gobert - Nippo-Vini Fantini - Team Stölting - Bardiani-CSF |

## Результаты
|    | Гонщик                    | Команда               | Время      | Мировой тур Очки |
| -- | ------------------------- | --------------------- | ---------- | ---------------- |
| 1  | Михал Квятковский (POL)   | Etixx-Quick Step      | 6h 31' 49" | 80               |
| 2  | Алехандро Вальверде (ESP) | Movistar Team         | 0"         | 60               |
| 3  | Майкл Мэттьюс (AUS)       | Orica GreenEDGE       | 0"         | 50               |
| 4  | Руй Кошта (POR)           | Lampre-Merida         | 0"         | 40               |
| 5  | Грег Ван Авермат (GER)    | BMC Racing Team       | 0"         | 30               |
| 6  | Тони Галлопен (FRA)       | Lotto Soudal          | 0"         | 22               |
| 7  | Жулиан Алафилипп (FRA)    | Etixx-Quick Step      | 0"         | 14               |
| 8  | Энрико Гаспаротто (ITA)   | Astana Pro Team       | 0"         | 10               |
| 9  | Мачей Патерский (POL)     | CCC-Sprandi-Polkowice | 0"         | 6                |
| 10 | Филипп Жильбер (BEL)      | Lotto NL-Jumbo        | 0"         | 2                |